# Kris Verdonck (kunstenaar)
Kris Verdonck (1974) is een Belgisch interdisciplinair kunstenaar wiens werk zich situeert op het snijvlak van theater, dans, beeldende kunst, architectuur en technologie. Hij staat bekend om zijn onderzoek naar de relatie tussen mens en technologie en de invloed van machines op de menselijke ervaring. Zijn projecten worden gepresenteerd in zowel theaters, op festivals als in musea, zowel in binnen- als buitenland. Verdonck was eerder huisartiest in Kaaitheater en aan de Sorbonne-universiteit in Parijs. Hij was artistiek onderzoeker aan KASK. In 2024 is hij fellow en huisartiest in OHME/BRIAS (Brussels Institute for Advanced Studies, VUB/ULB). In 2016 werd een symposium over het artistieke oeuvre van Kris Verdonck georganiseerd aan de City University of New York. 

## Biografie
Verdonck studeerde in het secundair onderwijs beeldende kunst. In 1999 behaalde hij een diploma Drama - Regie & Schrijven aan het Rits (nu RITCS) in Brussel. In 2003 voltooide hij zijn studie beeldende kunst aan het Hoger Instituut voor Schone Kunsten (HISK), destijds in Antwerpen, waar hij in 2006 ook als gastdocent actief was. Daarnaast volgde hij ook een opleiding architectuur.
Als regisseur en beeldend kunstenaar realiseerde hij uiteenlopende projecten, waaronder 5 (2003), Catching Whales Is Easy (2004) en II (2005). Zijn eerste reeks STILLS – monumentale projecties –  werd in september 2006 gecreëerd voor La Notte Bianca in Rome. In november 2007 volgde de theatrale installatie I/II/III/IIII en in mei 2008 de grotezaalproductie END, die in première ging tijdens het Kunstenfestivaldesarts in Brussel.
Kris Verdonck presenteert zijn werk vaak als een combinatie van installaties en performances onder de noemer VARIATIES, waarvan VARIATIONS VI te zien was op het Festival van Avignon in 2008. In 2010 volgden ACTOR#1, een parcoursvoorstelling rond chaos en orde, en K, a Society , een reeks installaties geïnspireerd door het werk van Franz Kafka, gecreëerd voor Theater der Welt in Essen.
In de daaropvolgende jaren breidde Verdonck zijn onderzoek naar de grenzen van theater, beeldende kunst en technologie verder uit. In 2011 realiseerde hij de onderzoeksprojecten TALK (over taal) en EXIT (met Alix Eynaudi, rond het medium theater), naast de solotentoonstelling EXHIBITION #1 in Z33 in Hasselt, gecombineerd met het nieuwe werk EXOTE. Een jaar later volgde M, a reflection (2012), een voorstelling met teksten van Heiner Müller waarin Johan Leysen samen met zijn digitale dubbelganger optrad. In 2013 creëerde Verdonck H, an Incident, een grotezaalproductie met negen acteurs en een robotorkest, geïnspireerd door schrijver Daniil Harms. 
Andere producties uit deze periode zijn onder meer UNTITLED (2014), een solowerk voor performer Marc Iglesias, en ISOS (2015), een negendelige 3D-video-installatie gebaseerd op de sciencefiction van J.G. Ballard. In 2016 volgden IN VOID, een installatiecircuit rond menselijke afwezigheid, en de opera BOSCH BEACH, met een libretto van Dimitri Verhulst en muziek van Vasco Mendonça. De opera plaatst vakantieresorts in relatie tot de vluchtelingencrisis en schilderkunst van Jheronimus Bosch.
In 2017 werd I/II/III hernomen door ICK Amsterdam. Samen met Het Zuidelijk Toneel maakte hij in datzelfde jaar de productie Conversations (at the end of the world). In 2019 presenteerde hij de installatie DETAIL in BOZAR en de voorstelling SOMETHING (out of nothing) tijdens het Kunstenfestivaldesarts. Tegelijkertijd werden de sculpturen BOGUS I-III getoond in KANAL  - Centre Pompidou.
In 2020 volgde ACT, een coproductie met Het Zuidelijk Toneel en Johan Leysen, waarin teksten van Samuel Beckett centraal stonden. In 2021 presenteerde hij EQUIPOISE, en werkte hij met studenten van de Koninklijke Academie voor Schone Kunsten aan The Lost Ones, gebaseerd op teksten van Beckett. In 2022 creëerde hij SCREENS voor Europalia en presenteerde hij de eerste installatie uit de reeks ENTITIES in samenwerking met de Franse hedendaagse kunstschool Le Fresnoy. 
In 2023 ging de muziekproductie PREY in première, met muziek van Annelies Van Parys en het ICTUS ensemble, geïnspireerd op het werk van Australische filosofe Val Plumwood. In 2024 volgde de voorstelling EXHAUST bij NTGent en Wiener Festwochen en volgde de performance DARK op het THOR festival, een voorstelling over kunstmatige intelligentie en de spanning tussen aanwezigheid en afwezigheid, echt en fake. In 2025 rondt Verdonck zijn eerste film DEMO af, gebaseerd op het personage uit UNTITLED. 

## Artistieke praktijk
Kris Verdoncks werk wordt gekenmerkt door een hybride benadering waarin beeldende kunst en theater samenkomen. Hij werkt samen met gastperformers, maar ook met wetenschappers, technici en ingenieurs, en beschouwt zijn praktijk als een voortdurend onderzoek naar de wisselwerking tussen kunst en wetenschap. Hij creëert installaties, performances en theatervoorstellingen waarin hij thema’s zoals de invloed van technologie op de mens en de grens tussen mens en machine onderzoekt, vaak vanuit een nieuw-materialistisch en posthumanistisch perspectief. Kris Verdonck analyseert hedendaagse kwesties als klimaatverandering, neoliberalisme of technologische catastrofes door ze tegenover modernistische schrijvers als Samuel Beckett, Heiner Müller, Franz Kafka, J.G. Ballard en Daniil Kharms te plaatsen.
In de voorstellingen van Verdonck spelen niet-menselijke performers vaak een belangrijke rol. In 2012 ging M, a Reflection in première: waarin acteur Johan Leysen teksten van Heiner Müller speelde met een hologram van zichzelf als tegenspeler, waarmee de vervagende grens tussen mens en digitale representatie werd verkend. De muzikale theatervoorstelling H, an Incident (Kunstenfestivaldesarts, 2013) was een creatie voor grote zaal, geïnspireerd door Daniil Charms, met negen acteurs en een robotorkest op scène. Zijn installatie DANCER #2 toonde een motorblok dat zichzelf vernietigt, een metafoor voor zelfdestructie en klimaatproblematiek.

## A Two Dogs Company
Om zijn werk te ondersteunen, richtte Verdonck in 2010 het gezelschap A Two Dogs Company op. De naam verwijst naar een gedicht van Friedrich Torberg en onderstreept het collectieve en onderzoeksmatige karakter van zijn praktijk. De organisatie fungeert niet als een klassiek theatergezelschap, maar als een platform dat samenwerkingen tussen kunstenaars, technici en onderzoekers coördineert. Bij de oprichting in 2010 werkt A Two Dogs Company vanuit een residentie in het Kaaitheater in Brussel.
Dramaturge Marianne Van Kerkhoven was vanaf het begin betrokken bij Verdoncks werk en speelde een belangrijke rol in de ontwikkeling van zijn artistieke praktijk. Zij was dan ook vaste dramaturg bij A Two Dogs Company. Na haar overlijden in 2013 werd deze rol overgenomen door Kristof Van Baarle.
Naast de werken van Kris Verdonck, worden bij A Two Dogs Company ook werken van jonge makers geproduceerd, via een systeem van residenties. Tijdens hun residenties krijgen deze makers ondersteuning in de ontwikkeling van technische installaties in het atelier van het gezelschap en ondersteuning in dramaturgisch onderzoek. Makers die in residentie gingen bij A Two Dogs Company zijn:
- Judith Van Oeckel
- Fyllenia Grigoriou/ Trentebisous
- Bárbara C. Branco
- Mooni Van Tichelt
- Hanako Hayakawa
- Stefan Jakiela
- Maxime Denuc
- Mustaf Ahmeti

### Extractions
Kris Verdonck / A Two Dogs Company cureerde van 2021 tot 2023 jaarlijks de tentoonstellingsreeks EXTRACTIONS. Hij brengt er kunstenaars uit die werken rond ontginning en landschappen. 

## Oeuvre[15]
- 2003: Dancer #1
- 2003: IN
- 2003: To Sleep
- 2005: BOX
- 2005: DUET
- 2005: Patent Human Energy
- 2005: RAIN
- 2005: MAN
- 2006: HEART
- 2006: STILLS I & II (Kunstenfestivaldesarts 2007)[17]
- 2007: I/II/III (II op het Kunstenfestivaldesarts 2005)[18]
- 2008: STILLS III
- 2008: END (Kunstenfestivaldesarts 2008)[19]
- 2008: D'OR
- 2009: DANCER #2
- 2009: SYNCOPE (I&II)
- 2010: DUMP
- 2010: ACTOR #1
- 2010: MASS
- 2010: HUMINID
- 2010: DANCER #3
- 2010: K, a society
- 2010: BEETLE
- 2010: FRIEZE
- 2010: GOSSIP
- 2010: MONSTER
- 2010: MOUSE
- 2010: PELLET
- 2010: SHELL
- 2010: THEY
- 2010: PRESYNCOPE
- 2011: TALK
- 2011: EXHIBITION #1
- 2011: EXOTE #1
- 2011: EXIT
- 2011: Sleepig Cells
- 2012: M, a reflection
- 2013: H, an incident
- 2014: UNTITLED
- 2015: STILLS IV, V, VI & VII
- 2015; ISOS
- 2016: IN VOID
- 2016: BOGUS I, II & III
- 2016: BRASS
- 2016: BOSCH BEACH
- 2017: IN VOID II
- 2017: CONVERSATIONS (at the end of the world)
- 2019: DETAIL
- 2019: SOMETHING (out of nothing)
- 2019: MASS #2
- 2021: EQUIPOISE
- 2021: THE LOST ONES (naar Samuel Beckett)
- 2020: ACT - Een Beckett avond
- 2022: SCREENS
- 2022: ENTITIES
- 2023: BRASS #2
- 2023: PREY
- 2024: EXHAUST / ajax
- 2025: DARK
- 2025: DEMO